# غوتشالك
غوتشالك (بالألمانية: Gottschalk der Wende)‏ هو ملك ألماني، ولد في 1000، وتوفي في 7 يونيو 1066 في لينزن في ألمانيا.